# ユースフ・ラザー・ギーラーニー
マフドゥーム・サイイド・ユースフ・ラザー・ギーラーニー（ウルドゥー語: مخدوم سیّد یوسف رضا گیلانی、英語: Makhdoom Syed Yousaf Raza Gillani、1952年6月9日 - ）は、パキスタンの政治家。現在、元老院（パキスタン上院）議長およびパキスタン人民党（PPP）副総裁。首相を2008年から2012年まで務めた。日本の報道では ギラニ と表記される場合が多い。

## 来歴
1952年、カラチに生まれる。父親はムルターン出身で閣僚も務めたことがある著名な政治家、マフドゥーム・アラムダー・フサイン・ギーラーニー。パンジャーブ大学（University of the Punjab）でジャーナリズムを学び、修士号を得た。
1978年にムハンマド・ジア＝ウル＝ハクの軍事政権下で労働組合活動から政界入り。当初はパキスタン・ムスリム連盟（PML）に所属していたが、1988年にベーナズィール・ブットー率いるパキスタン人民党（PPP）に入党した。この間、住宅相、鉄道相、観光相を歴任した。またブットー政権下の1993年から1997年にかけて国民議会（下院）議長を務めた。
2001年、パルヴェーズ・ムシャラフ軍事政権下で汚職容疑で逮捕され、5年間投獄されていた。
ブットー暗殺後の2008年の国民議会総選挙で反ムシャラフ派の野党連合が多数を占めたため3月24日に首相に選出され、翌25日に正式に就任した。その後、2010年の憲法改正（Eighteenth Amendment to the Constitution of Pakistan）でパキスタンが半大統領制から議院内閣制に移行したことにより、パキスタンの行政府のトップに立つこととなった。
2012年にはアースィフ・アリー・ザルダーリー大統領の汚職事件を巡り、パキスタン最高裁判所が出した判決に則った訴追作業を拒んだとして、2月13日にパキスタン最高裁判所により、法廷侮辱罪で起訴され、4月26日に有罪判決をうけた。6月19日に首相を退任。
2017年4月、公民権停止処分が解除になったのを受けて国政に復帰。2021年に元老院（パキスタン上院）議員に当選し、同年から2022年まで野党院内総務を務めた。その後、2024年2月末に国民議会議員に転じたが、わずかひと月あまりで上院に復帰し、4月に上院議長に選出された。